# Patrik Červený
Patrik Červený (* 16. Februar 1997 in Náchod) ist ein deutsch-tschechischer Eishockeytorwart, der seit Juni 2021 beim EHC Freiburg aus der DEL2 unter Vertrag steht. Zuvor war Červený hauptsächlich in der drittklassigen Eishockey-Oberliga aktiv, absolvierte jedoch auch einige Partien für die Fischtown Pinguins Bremerhaven und Schwenninger Wild Wings in der Deutschen Eishockey Liga (DEL).

## Karriere
Seine sportlichen Anfänge machte Patrik Červený in der Jugend des HC Hradec Králové, wo er in der Saison 2011/12 in der U16-Mannschaft und später auch für die U18-Junioren spielte. Dabei zeigte er gute Leistungen, so dass er im Sommer 2013 in die Nachwuchsabteilung des HC Pardubice wechselte und insgesamt drei Spielzeiten für den Verein zwischen den Pfosten stand. In der Saison 2014/15 konnte der Torwart in drei Spielen Erfahrungen in der 2. česká hokejová liga, der dritthöchsten Eishockeyliga Tschechiens, für den SKLH Žďár nad Sázavou sammeln. Auch in der dritten Saison konnte er noch einmal in einem Spiel für den HC Trutnov Erfahrung sammeln. Dort kassierte er sechs Tore und verbrachte den Rest der Saison bei den U20-Junioren des HC Pardubice.
Zur Saison 2016/17 wagte Červený den Schritt nach Deutschland zu den Icefighters Leipzig. Von da an bis zur Saison 2018/19 spielte der junge Schlussmann in der drittklassigen Eishockey-Oberliga. Auf die Spielzeit in Leipzig folgten jeweils eine Saison bei den Ligakonkurrenten Saale Bulls Halle und Moskitos Essen. Während seiner Spielzeit in Essen wurde er zum Saisonende als bester Torhüter der Nord-Staffel der Oberliga ausgezeichnet. Nach dieser Saison wechselte der Deutsch-Tscheche zu den Fischtown Pinguins Bremerhaven in die Deutsche Eishockey Liga (DEL). Hinter Tomáš Pöpperle und Kristers Gudļevskis kam er dort bis Februar 2020 als dritter Torhüter zu vier Einsätzen. Nachdem Červený den Wunsch geäußert hatte, bei einem anderen Verein Spielpraxis zu sammeln, wechselte er für den Rest der Saison 2019/20 zu den Eispiraten Crimmitschau in die DEL2. Zuvor hatte er auch einige Partien für die Hannover Scorpions in der Oberliga absolviert.
Červený kehrte anschließend nicht zu den Fischtown Pinguins zurück, sondern wurde im April 2020 von Bremerhavens Ligarivalen Schwenninger Wild Wings unter Vertrag genommen. Dort bildete er ein Torhütergespann mit dem Schweden Joacim Eriksson, fungierte dabei aber als klare Nummer 2 und bestritt lediglich acht Saisonspiele. Nach einem Jahr bei den Wild Wings wechselte der Torwart im Mai 2021 zum EHC Freiburg fest in die DEL2.

## Erfolge und Auszeichnungen
- 2019 Torhüter des Jahres der Oberliga Nord

## Karrierestatistik
Stand: Ende der Saison 2024/25
(Legende zur Spielerstatistik: Sp oder GP = absolvierte Spiele; T oder G = erzielte Tore; V oder A = erzielte Assists; Pkt oder Pts = erzielte Scorerpunkte; SM oder PIM = erhaltene Strafminuten; +/− = Plus/Minus-Bilanz; PP = erzielte Überzahltore; SH = erzielte Unterzahltore; GW = erzielte Siegtore; 1 Play-downs/Relegation; Kursiv: Statistik nicht vollständig)